# Il ballo delle debuttanti
Il ballo delle debuttanti è stato un programma televisivo italiano di genere talent show andato in onda su Canale 5 nel 2008, prodotto da Fascino PGT su un'idea di Maria De Filippi e condotto da Rita dalla Chiesa, con la partecipazione del coreografo italo-statunitense Garrison Rochelle.
Sostanzialmente un flop, tanto da meritarsi il premio TeleRatto 2009 quale peggior novità televisiva dell'anno ed essere interrotto dopo solo quattro puntate per mancanza di ascolti (share televisivo sotto al 15%), il programma esordì il 14 settembre e chiuse il 5 ottobre 2008, con due puntate di anticipo sulla fine della prevista prima serie, che rimase l'unica.
Il format dello spettacolo prevedeva che due squadre di ragazze dovessero sfidarsi in gare di ballo di differenti stili; le due squadre, chiamate Chic (ballo classico) e Pop (ballo moderno), vedevano come coreografi rispettivamente Gheorghe Iancu e Bill Goodson.
Per giudicare le performance delle due squadre, oltre al televoto, era prevista anche una giuria in studio, composta da Emanuele Filiberto di Savoia, Costantino della Gherardesca, Filippo Nardi, Silvio Oddi, Pierluigi Diaco, Antonello Fassari, Irene Ghergo, Pia Ruspoli, Fabiana Giacomotti, Vittoria Windish-Graetz, Patrizia Barsotti, Ida Pezzotti e Valentina Nasi.
Nonostante la chiusura anticipata e la cancellazione, il programma riuscì comunque a designare la ragazza debuttante per il 2008.

## La gara

### Regolamento
Il regolamento prevedeva che in ogni puntata le due squadre, composte da 6 aspiranti debuttanti ciascuna, si sfidassero, sottoposte al giudizio del televoto da casa, che, alla fine della puntata, proclamava vincitrice una delle due squadre.
Alla giuria era assegnato il compito di decidere chi eliminare.
Le prove dell'ultima puntata, che determinò la «debuttante del 2008», furono sottoposte esclusivamente al giudizio popolare.

### Concorrenti
- Squadra Chic: Maria Tontini, Caterina Mazzucco, Giulia Collalti, Monia Gagliano, Jessica Mocci e Marta Mafalda Marcelli insieme a Francesco De Simone, Kledi Kadiu, Josè Perez, Leon Cino e Stefano Pistolato.
- Squadra Pop: Isabella, Giorgia Lai, Fabiola Di Sotto, Giulietta, Elena D’Amario e Beatrice Marcelli insieme a Danilo De Lorenzo, Kris Jobson, Raffaele Casuccio, Francesco Mariottini e Arduino Bertoncello.

Tra queste, la vincitrice è stata Elena D'Amario.

### 1ª puntata
| PRIMA PROVA  | PRIMA PROVA                                  |         | SECONDA PROVA     | SECONDA PROVA |                     | TERZA PROVA | TERZA PROVA                          |                 | QUARTA PROVA    | QUARTA PROVA |  | VITTORIA SQUADRA | VITTORIA SQUADRA |
| B A L O      | Walzer                                       | B A L O | tango vs samba    | B A L O       | amado mio           | B A L O     | Passo a 2 "il giorno del matrimonio" | SQUADRA POP 59% | SQUADRA POP 59% |              |  |                  |                  |
| B A L O      | POP VS chic                                  | B A L O | MARTA VS Isabella | B A L O       | FABIOLA VS Caterina | B A L O     | Maria VS BEATRICE                    | SQUADRA POP 59% | SQUADRA POP 59% |              |  |                  |                  |
|              |                                              |         |                   |               |                     |             |                                      |                 |                 |              |  |                  |                  |
| QUINTA PROVA | QUINTA PROVA                                 |         | SESTA PROVA       | SESTA PROVA   |                     |             |                                      | SQUADRA POP 59% | SQUADRA POP 59% |              |  |                  |                  |
| B A L O      | polka                                        | B A L O | hip hop           |               |                     |             |                                      | SQUADRA POP 59% | SQUADRA POP 59% |              |  |                  |                  |
| B A L O      | ISABELLA,GIORGIA,BEATRICE VS jessica e Maria | B A L O | ELENA VS Giulia   |               |                     |             |                                      |                 |                 |              |  |                  |                  |

### 2ª puntata
| PRIMA PROVA  | PRIMA PROVA            |         | SECONDA PROVA                        | SECONDA PROVA |                                             | TERZA PROVA | TERZA PROVA        |                 | QUARTA PROVA    | QUARTA PROVA |  | VITTORIA SQUADRA | VITTORIA SQUADRA |
| B A L O      | prova del trolley      | B A L O | phisicol                             | B A L O       | marzucca                                    | B A L O     | Passo a 2 "sway"   | SQUADRA POP 55% | SQUADRA POP 55% |              |  |                  |                  |
| B A L O      | Isabella VS Maria      | B A L O | Caterina VS Giorgia, Elena, Beatrice | B A L O       | Beatrice,Giulietta VS Jessica, Monia, Maria | B A L O     | Giulietta VS Maria | SQUADRA POP 55% | SQUADRA POP 55% |              |  |                  |                  |
|              |                        |         |                                      |               |                                             |             |                    |                 |                 |              |  |                  |                  |
| QUINTA PROVA | QUINTA PROVA           |         | SESTA PROVA                          | SESTA PROVA   |                                             |             |                    | SQUADRA POP 55% | SQUADRA POP 55% |              |  |                  |                  |
| B A L O      | ballo del papà         | B A L O | tango passionale                     |               |                                             |             |                    | SQUADRA POP 55% | SQUADRA POP 55% |              |  |                  |                  |
| B A L O      | Elena VS Marta Mafalda | B A L O | Isabella VS Monia                    |               |                                             |             |                    |                 |                 |              |  |                  |                  |

### 3ª puntata
| PRIMA PROVA  | PRIMA PROVA        |         | SECONDA PROVA      | SECONDA PROVA |                      | TERZA PROVA   | TERZA PROVA                  |                 | QUARTA PROVA    | QUARTA PROVA |  | VITTORIA SQUADRA | VITTORIA SQUADRA |
| B A L O      | la prova del sogno | B A L O | prova di seduzione | B A L O       | la famiglia          | B A L O       | Passo a 2 "prova di cultura" | SQUADRA POP 51% | SQUADRA POP 51% |              |  |                  |                  |
| B A L O      | Maria VS Beatrice  | B A L O | Fabiola VS Monia   | B A L O       | Giulietta VS Monia   | B A L O       | Caterina VS Beatrice         | SQUADRA POP 51% | SQUADRA POP 51% |              |  |                  |                  |
|              |                    |         |                    |               |                      |               |                              |                 |                 |              |  |                  |                  |
| QUINTA PROVA | QUINTA PROVA       |         | SESTA PROVA        | SESTA PROVA   |                      | SETTIMA PROVA | SETTIMA PROVA                | SQUADRA POP 51% | SQUADRA POP 51% |              |  |                  |                  |
| B A L O      | l'uomo ideale      | B A L O | la bambola         | B A L O       | prova passionale"    |               |                              | SQUADRA POP 51% | SQUADRA POP 51% |              |  |                  |                  |
| B A L O      | Monia VS Elena     | B A L O | Caterina VS Elena  | B A L O       | Isabella VS Caterina |               |                              |                 |                 |              |  |                  |                  |

### 4ª puntata
| PRIMA PROVA | PRIMA PROVA         |         | SECONDA PROVA | SECONDA PROVA |          | TERZA PROVA  | TERZA PROVA  |         | QUARTA PROVA       | QUARTA PROVA |  | QUINTA PROVA | QUINTA PROVA |  |
| B A L O     | last tango in paris | B A L O | amado mio     | B A L O       | "salsa"  | B A L O      | suede        | B A L O | la famiglia addams |              |  |              |              |  |
| B A L O     | Maria               | B A L O | Fabiola       | B A L O       | Caterina | B A L O      | Giulietta    | B A L O | Monia              |              |  |              |              |  |
|             |                     |         |               |               |          |              |              |         |                    |              |  |              |              |  |
| SESTA PROVA | SESTA PROVA         |         | SETTIMA PROVA | SETTIMA PROVA |          | OTTAVA PROVA | OTTAVA PROVA |         | NONA PROVA         | NONA PROVA   |  |              |              |  |
| B A L O     | bad man             | B A L O | polka         | B A L O       | samba    | B A L O      | la sposa     |         |                    |              |  |              |              |  |
| B A L O     | Elena               | B A L O | Giorgia       | B A L O       | Isabella | B A L O      | Beatrice     |         |                    |              |  |              |              |  |

La classifica tra le 6 ragazze rimaste
- 1 Maria
- 2 Beatrice
- 3 Monia
- 4 Fabiola
- 5 Elena
- 6 Isabella

LE SFIDE SONO LE SEGUENTI
- ISABELLA VS MARIA
- ELENA VS BEATRICE
- FABIOLA VS MONIA

1ª sfida
|               |                    |                 |                                    |               |                                                        |             |             |       | VITTORIA DI |
|               |                    |                 |                                    |               |                                                        |             |             | MARIA |             |
| PRIMA PROVA   | PRIMA PROVA        |                 | SECONDA PROVA                      | SECONDA PROVA |                                                        | TERZA PROVA | TERZA PROVA |       |             |
| C U L T U R A | DOMANDE DI CULTURA | F A M I G L I A | LE RAGAZZE INCONTRANO UN GENITORE" | B A L O       | MARIA: WHAT A WONDERFUL WORD ISABELLA: ONE STEP BEHIND |             |             |       |             |

2ª sfida
|               |                    |                 |                                    |               |                                                                   |             |             |       | VITTORIA DI |
|               |                    |                 |                                    |               |                                                                   |             |             | ELENA |             |
| PRIMA PROVA   | PRIMA PROVA        |                 | SECONDA PROVA                      | SECONDA PROVA |                                                                   | TERZA PROVA | TERZA PROVA |       |             |
| C U L T U R A | DOMANDE DI CULTURA | F A M I G L I A | LE RAGAZZE INCONTRANO UN GENITORE" | B A L O       | ELENA: LATINO AMERICANO BEATRICE: ONE STEP BEHINDSOMETHING STUPID |             |             |       |             |

3 SFIDA
|               |                    |                 |                                    |               |                             |             |             |       | VITTORIA DI |
|               |                    |                 |                                    |               |                             |             |             | MONIA |             |
| PRIMA PROVA   | PRIMA PROVA        |                 | SECONDA PROVA                      | SECONDA PROVA |                             | TERZA PROVA | TERZA PROVA |       |             |
| C U L T U R A | DOMANDE DI CULTURA | F A M I G L I A | LE RAGAZZE INCONTRANO UN GENITORE" | B A L O       | MONIA: MAMBO FABIOLA: TANGO |             |             |       |             |

4 SFIDA
|               |                    |         |                                      |               |  |  |  |       | VITTORIA DI |
|               |                    |         |                                      |               |  |  |  | ELENA |             |
| PRIMA PROVA   | PRIMA PROVA        |         | SECONDA PROVA                        | SECONDA PROVA |  |  |  |       |             |
| C U L T U R A | DOMANDE DI CULTURA | B A L O | MONIA: LENTO MARIA:TANGO ELENA:SALSA |               |  |  |  |       |             |

## Podio
- 1' Classificato: Elena
- 2' Classificato: Maria
- 3' Classificato: Monia

## Ascolti
| Puntata | Messa in onda     | Audience  | Share  |
| ------- | ----------------- | --------- | ------ |
| 1ª      | 14 settembre 2008 | 3 256 000 | 18,38% |
| 2ª      | 21 settembre 2008 | 2 941 000 | 15,56% |
| 3ª      | 28 settembre 2008 | 2 980 000 | 14,66% |
| 4ª      | 5 ottobre 2008    | 2 852 000 | 14,91% |